# Рождественка (Гайский городской округ)
Рождественка — посёлок в Гайском районе Оренбургской области.

## Географическое положение
Посёлок расположен в верховье реки Усайка.

## История
Ранее упразднённый населенный пункт, фактически восстановленный в 1998 г. постановлением Законодательного Собрания Оренбургской области.

## Население
| 2010 |
| ---- |
| 4    |